# Gülsim Ali
Gülsim Ali, all'anagrafe Gülsim İlhan Ali (Ruse, 18 febbraio 1995), è un'attrice e modella turca.

## Biografia
Nata nel 1995 a Ruse, in Bulgaria e appartenente alla minoranza turca, Gülsim Ali ha una sorella maggiore e un fratello minore e parla fluentemente turco, bulgaro, inglese e giapponese. Nel 2009 ha partecipato al concorso di bellezza Super Model Ford Models Bulgaria, uscendone vincitrice e diventando di diritto la rappresentante della Bulgaria al concorso di bellezza Ford Models of the World, svoltosi in Brasile. Dopo aver studiato recitazione e dizione alla Başkent Communication Academy, ha deciso di iscriversi presso il dipartimento di radio televisione e cinema dell'Università di Istanbul, dove al termine degli studi ha conseguito la laurea.
Nel 2012 ha intrapreso la carriera di recitazione dopo aver ottenuto il ruolo di Ayşe nella serie televisiva storica Son Yaz - Balkanlar 1912. Nel 2015 ha ricoperto il ruolo di Ege nella serie poliziesca Son Çıkış, seguita nel 2016 dal ruolo di Zeliha nella miniserie storica Seddülbahir 32 Saat e da quello di İlkgün nella serie Hanım Köylü. Dal 2016 al 2018 è stata scelta per interpretare il ruolo di Aslıhan Hatun nella serie storica Diriliş Ertuğrul. Nel 2019 ha vestito i panni di Ayşegül Hanımeli nella serie Yüzleşme.
Nel 2019 e nel 2020 ha ottenuto il ruolo di Gülcemal nella serie Payitaht Abdülhamid. Dal 2020 al 2022 è stata scelta per interpretare il ruolo principale di Dilek Akgün nella serie Gönül Dağı, mentre nel 2021 ha preso parte al film televisivo della serie, Gönül Dağı "Kurban". Nel 2022 ha compiuto il suo esordio al cinema con il ruolo di Hilal nel film Kurtuluş Hattı diretto da Selman Kayabaşı. Nel 2023 è stata scritturata per interpretare il ruolo della protagonista Nadia Ivanov / Sıla Korkmaz nella serie Al Sancak, accanto all'attore Uğur Güneş. Nel 2025 ha vestito i panni della protagonista Elina nel film Geçmişin Kokusu diretto da Serkan Ozarslan e quelli di Cemre nella serie Harman Yeri.

## Filmografia

### Cinema
- Kurtuluş Hattı, regia di Selman Kayabaşı (2022)
- Geçmişin Kokusu, regia di Serkan Ozarslan (2025)

### Televisione
- Son Yaz - Balkanlar 1912 – serie TV, 4 episodi (ATV, 2012)
- Son Çıkış – serie TV (TRT 1, 2015)
- Seddülbahir 32 Saat – miniserie TV, 4 episodi (TRT 1, 2016)
- Hanım Köylü – serie TV, 13 episodi (Star TV, 2016)
- Diriliş Ertuğrul – serie TV, 60 episodi (TRT 1, 2016-2018)
- Yüzleşme – serie TV, 4 episodi (Kanal D, 2019)
- Payitaht Abdülhamid – serie TV, 31 episodi (TRT 1, 2019-2020)
- Gönül Dağı – serie TV, 65 episodi (TRT 1, 2020-2022)
- Gönül Dağı "Kurban", regia di Yahya Samancı – film TV (TRT 1, 2021)
- Al Sancak – serie TV, 10 episodi (TRT 1, 2023)
- Harman Yeri – serie TV (tabii, 2025)

## Riconoscimenti
- Ayakli Gazete TV Stars Awards
  - 2021: Candidata come Miglior attrice in una serie televisiva di commedia romantica per Gönül Dağı
- Festicultura
  - 2022: Vincitrice come Attrice più popolare dell'anno per la serie Gönül Dağı[32]
  - 2022: Vincitrice come Coppia televisiva preferita dell'anno con Berk Atan per la serie Gönül Dağı[32]
- Lady Of The Year Award
  - 2024: Vincitrice come Attrice di successo dell'anno all'estero
- Premio per i marchi leader della Turchia
  - 2023: Vincitrice come Miglior attrice per la serie Al Sancak
- Turkey Youth Awards
  - 2023: Candidata come Miglior attrice televisiva per la serie Gönül Dağı
  - 2023: Candidata come Miglior coppia televisiva con Berk Atan per la serie Gönül Dağı